# Émilie du Châtelet
Émilie de Châtelet o Chastellet, cuyo nombre completo era Gabrielle Émilie Le Tonnelier de Breteuil, marquesa de Châtelet (París, 17 de diciembre de 1706-Lunéville, 10 de septiembre de 1749), fue una matemática, física y filósofa francesa, traductora de Newton al francés y difusora de sus teorías.

## Biografía

### Infancia y formación
Gabrielle-Émilie le Tonelier de Breteuil nació el 17 de diciembre de 1706 en París, hija de Louis Nicolas Le Tonnelier, barón de Breteuil, y de Gabrielle-Anne de Froulay. Fue una de dos mujeres entre seis hermanos, de los que solo otros tres sobrevivieron hasta la edad adulta: René-Alexandre, Charles-August y Elisabeth-Théodore.
Su padre, el barón de Breteuil era introductor de embajadores de Luis XIV y contaba con antepasados en la magistratura y en las finanzas. Se casó tardíamente con la madre de Émilie y antes de ello mantuvo un largo y apasionado romance con Anne Bellinzani, una inteligente mujer interesada en la astronomía, con la que tuvo una hija ilegítima, Michelle. Émilie apoyó años más tarde a su medio hermana cuando esta pidió el reconocimiento de paternidad y la compensación económica correspondiente.
El barón de Breteuil fue amigo de filósofos y en su salón de París se recibía frecuentemente a científicos y matemáticos como Bernard de Fontanelle. Algunos de los personajes que visitaban a la familia, como Mme de Mézières, animaron a Émilie a desarrollar sus facultades intelectuales.
El barón de Breteuil era liberal en la educación de sus hijos y sobre todo de su hija, a la que dio la misma formación que a sus hermanos. De este modo, aunque Émilie no pudo asistir a los colegios para hombres ni a la Universidad, tuvo una exquisita formación con los mejores preceptores. A los diez años ya había leído a Cicerón y estudiado matemáticas y metafísica; a los doce hablaba inglés, italiano y alemán, y traducía textos del latín y el griego de autores como Aristóteles y Virgilio. También recibió clases de equitación, esgrima y gimnasia, algo poco habitual en las mujeres de su época. Además, era aficionada a la música y tocaba el clavecín. Sin embargo, su disciplina favorita era la matemática.

### Matrimonio y vida en París
A los dieciséis años Émilie fue presentada en la corte de Versalles y disfrutó durante unos años de su glamour y extravagancia.
Se casó con el marqués du Chastellet-Lomont el 20 de junio de 1725, cuando ella tenía diecinueve años y él treinta. Aunque su esposo era “marquis du Chastellet” y ella firmó con ese nombre sus publicaciones, la versión de su apellido como “Châtelet”, que fue introducida por Voltaire, se ha convertido en la habitual.  El marqués era el hijo mayor de la casa Du Châtelet, y como tal heredó el título y el oficio militar. Además, su padre le nombró gobernador de Semur-en-Auxois, en la Borgoña, como regalo de boda. Aunque la familia Du Châtelet no era rica, el matrimonio fue ventajoso para Émilie ya que la elevaba en su posición social y la emparentaba con la nobleza militar.
Después de su matrimonio la pareja pasó cierto tiempo en Semur-en-Auxois, pero también vivió en París y otros lugares. El marqués du Châtelet dedicaba bastante tiempo a sus obligaciones en su guarnición, por lo que pasaba largos períodos separado de su esposa. Tras la muerte del padre de Émilie en 1728, esta hizo varias visitas a su madre en Créteil.
Émilie tuvo tres hijos en su matrimonio: Gabrielle Pauline en 1726, Louis Marie Florent en 1729 y Victor-Esprit en 1733, quien murió a los pocos meses, en el verano de 1734. Después de ello, Émilie, que tenía por entonces veintiocho años, decidió no tener más hijos, aunque pasados los cuarenta años volvería a quedarse embarazada y moriría a consecuencia del parto.
La vida social de la marquesa Du Châtelet en París era intensa. Contaba con un grupo pequeño y selecto de amigos y frecuentaba los ambientes habituales de las personas de su clase, como la ópera, el teatro, las tertulias o las cenas tardías. En estos años se labró una cierta reputación de frivolidad debido a sus frecuentes amoríos y según algunos críticos era el modelo femenino de la conducta libertina. Entre sus amantes estuvieron el duque de Richelieu, paradigma del noble libertino en la época, y los matemáticos Maupertuis y Clairaut, ambos además profesores de la marquesa.
En esa época, las reuniones en la Academia de las Ciencias francesa eran el centro de las discusiones científicas, pero no estaban abiertas a las mujeres. Los otros lugares donde se discutían estas cuestiones eran los cafés de París, pero allí tampoco dejaban entrar a las mujeres. En una ocasión, en 1734, Émilie intentó entrar en el Café Gradot para discutir de matemáticas con Maupertuis. Este café de París era el más famoso como lugar de reunión de matemáticos, astrónomos y físicos. A Émilie, sin embargo, le prohibieron la entrada porque no se admitía a mujeres. Esta volvió una semana más tarde, pero vestida como un hombre. No intentaba engañar a nadie, sino poner en evidencia lo que consideraba una regla ridícula. Esta vez la dejaron entrar y la sirvieron adecuadamente.

### Voltaire y Cirey
Voltaire y Émilie se habían conocido cuando esta era una niña, ya que el filósofo había visitado ocasionalmente la casa de su familia. Se reencontraron en mayo de 1733, en una de las primeras ocasiones en las que Émilie salió después del nacimiento de su tercer hijo, y establecieron rápidamente una fuerte relación.
En mayo de 1734, cuando Émilie y Voltaire asistían en la Borgoña a la boda del duque de Richelieu, amigo de ambos, llegaron de París rumores de que había una orden de arresto contra Voltaire a causa de sus “cartas inglesas” (después publicadas como Cartas filosóficas), que habían sido editadas sin permiso. Ante estas circunstancias, Mme du Châtelet le ofreció refugio en su castillo de Cirey, en el norte del país, donde  podía conservar el anonimato y salir rápidamente de Francia si fuera necesario. El 4 de mayo de 1734, Voltaire se dirigió a Cirey para instalarse.
Estando Voltaire aún en el castillo, dado que la orden de arresto seguía en pie, Émilie volvió a París, pero fue madurando la idea de vivir con él. En el verano de 1735 se trasladó de nuevo a Cirey, donde permaneció durante algunos años, con lo que buscaba tanto la seguridad de Voltaire como una relación segura y duradera. El castillo de Cirey se convirtió en el centro de promoción de la física newtoniana en Francia y era frecuentado por algunos de los científicos más importantes del momento. Sus habitantes establecieron un contacto permanente con los más importantes matemáticos y físicos de su época y con las academias científicas de Berlín, Escandinavia y Rusia.
En los años que pasó en Cirey, Émilie desarrolló un proyecto de vida personal basado en el amor, en la amistad y en el estudio. La pareja acumuló una biblioteca de 21.000 volúmenes, que era el equivalente de una biblioteca universitaria en el siglo XVIII, y que incluía tanto autores antiguos como contemporáneos. Émilie prosiguió con sus propios estudios, leyó a autores ingleses como Locke y Mandeville y sobre todo estudió álgebra y física, decantándose por la teoría newtoniana frente al cartesianismo imperante en Francia en aquellos momentos.  Además, se preocupaba activamente de la casa y de su arreglo personal, ya que era muy aficionada a las joyas y los aderezos. Esta es la imagen representada en el retrato que le pintó Maurice Quentin de La Tour, como una mujer que ostentaba tanto su condición femenina (con joyas y “pompones”, como decía Voltaire) como su capacidad como científica, con los instrumentos habituales de la física.

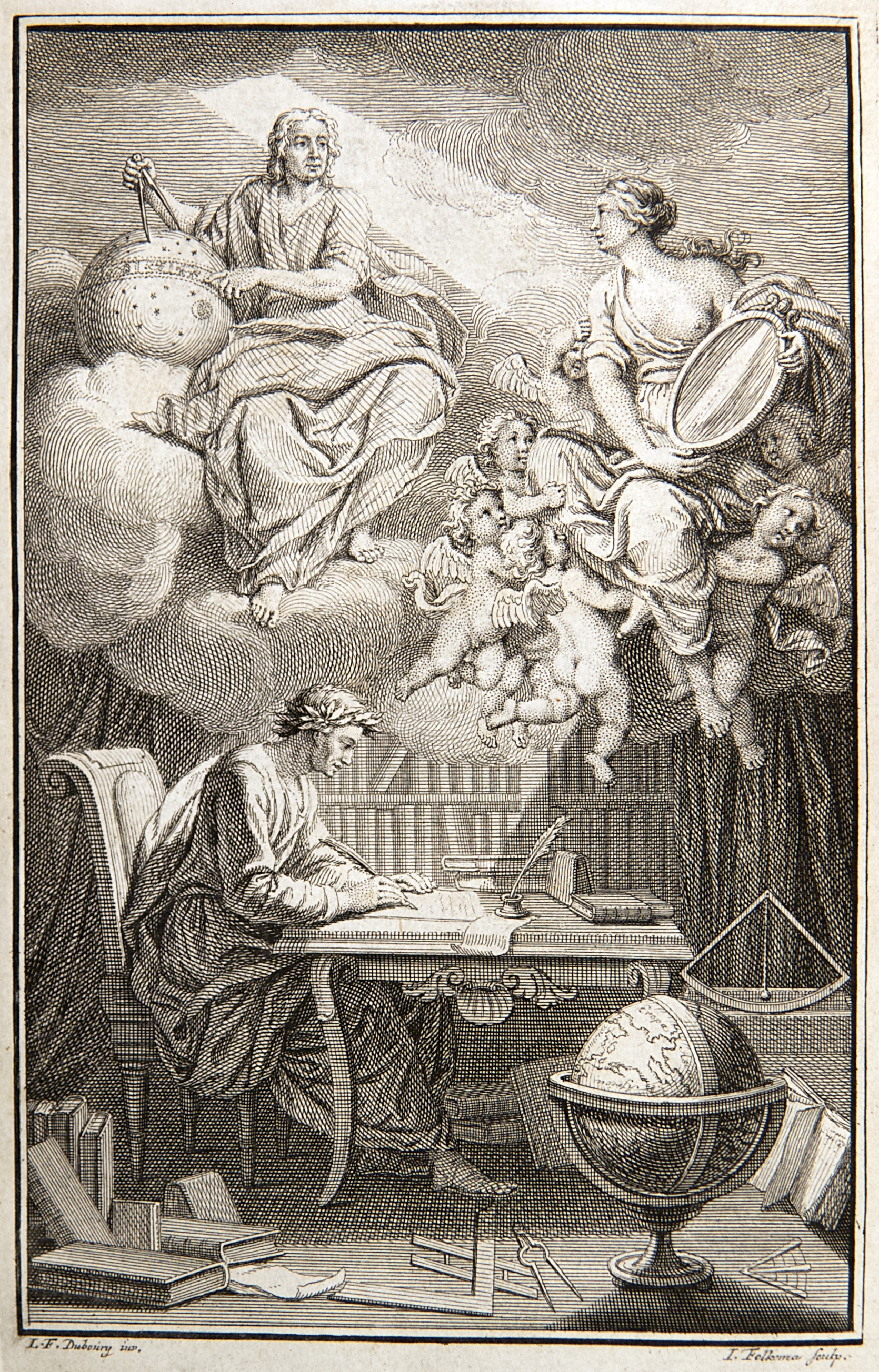
Portada de Les Élements de la Philosophie de Newton de Voltaire, donde Émilie Du Châtelet aparece como su musa inspiradora.

 Émilie también tomaba parte activa en el trabajo de Voltaire y leía y opinaba sobre todo lo que escribía. Ambos trabajaron en la misma época en la física newtoniana y cuando Voltaire publicó Les Élements de la Philosophie de Newton (1738), Émilie aparecía en la portada representada como su musa, transmitiéndole los “divinos” pensamientos de Newton. En efecto, aunque la obra estaba firmada solo por Voltaire, este señaló en el prólogo la importancia de la contribución de Émilie, sobre todo en la parte de óptica. Cuando Voltaire abandonó sus estudios de física para volver a dedicarse al teatro, Émilie siguió apoyándolo e intentando por todos los medios que sus obras se representaran en las mejores condiciones posibles.
La pareja pasó unos años de intensa relación trabajando en soledad y disfrutando de lujos inusuales como la bañera que Voltaire instaló para los baños diarios de Émilie. Disciplinada y tenaz, la marquesa du Châtelet dormía solo unas pocas horas al día y dedicaba otras dos para comer y conversar un rato, dedicando el resto del tiempo a sus estudios y experimentos. Voltaire describe así su vida: “Leemos algunos cantos de Juana, La Doncella, o Tragedia A Mi Manera, o un capítulo de Luis XIV. Desde allí volvemos a Newton y a Locke, no sin vino de Champagne y sin excelente comida, pues somos filósofos muy voluptuosos…” También representaban obras teatrales, utilizando como actores a sus poco frecuentes visitantes, incluido el marido de Émilie.
Madame de Graffigny, que pasó tres meses invitada en Cirey, escribió a sus amigos que Émilie tenía muchas joyas, presumiblemente regalos de Voltaire, y que la pareja hablaba en inglés cuando discutía. También afirmó que a los visitantes se les atendía solo por la tarde; durante el día se esperaba de ellos que permanecieran en sus habitaciones leyendo o que se entretuvieran por sí mismos. Voltaire y Émilie trabajaban durante el día, se mandaban notas con frecuencia y a menudo se reunían para hablar de su trabajo.
El marqués du Châtelet, en los períodos en los que no estaba ocupado en ninguna campaña militar, solía pasar también temporadas en su castillo de Cirey, dedicado a la caza y sin entrometerse en los asuntos de su mujer. De esta forma, se respetaban las convenciones sociales y se evitaba el escándalo. Puede parecer extraño que el Marqué du Châtelet accediera a la vida de la pareja en Cirey e incluso la visitara. El hecho es que Voltaire prestó 40.000 francos al marqués a bajo interés para la renovación del castillo y se hizo cargo de los a menudo extravagantes gastos de Émilie.
Uno de los visitantes que tuvo la pareja en Cirey fue el físico Francesco Algarotti, en el invierno de 1735. Algarotti se benefició de la extensa biblioteca de Émilie y de su laboratorio, en el que ambos realizaron diversos experimentos de óptica. El físico tenía previsto publicar un libro sobre Newton y prometió a la marquesa que tanto su nombre como su retrato aparecerían en él, como agradecimiento a su ayuda. Sin embargo, cuando publicó en 1738 su Newtonianismo per le dame no le dedicó el libro como ella había esperado, sino al cartesiano Fontenelle, lo que le supuso una gran decepción.
A finales de 1739, Mme du Chàtelet viajó a Bruselas para encargarse del seguimiento de un pleito que los du Châtelet habían entablado por una herencia. Con ella se trasladaron su hijo, Voltaire y König, el matemático suizo contratado en aquel momento como su preceptor. La familia permaneció un tiempo en Bruselas y a pesar de que dio sonadas fiestas para introducirse en la nueva sociedad, Émilie continuó con sus trabajos en física newtoniana.
A partir de su estancia en Bruselas, la pareja viajó más y Cirey se convirtió poco a poco en una morada temporal. Pasaron largas temporadas en Lunéville, en Lorena, invitados por la señora de Boufflers. También pasaban mucho tiempo en París, donde volvieron a frecuentar a viejos amigos como el duque de Richelieu o el conde de Argental, y practicaron la vida de la corte en Versalles. Cenaban en compañía de amigos, acudían a espectáculos, y Mme du Châtelet jugaba con frecuencia a las cartas, algo por lo que siempre había sentido gran afición. En esta época, los estudios de Émilie se resintieron y ella se quejaba de que no tenía tiempo para dedicarse a sus investigaciones.

### Último embarazo y muerte
Hacia 1745 la relación sentimental entre Mme du Châtelet y Voltaire se rompió, ya que este mantenía en ese momento un intenso romance con Mme Denis. Sin embargo, su relación de amistad era tan fuerte que siguieron viviendo juntos hasta la muerte de Émilie.
A principios de 1748, en una visita a la corte del duque Estanislao en Lunéville, en  Lorena, Émilie conoció a Jean François de Saint-Lambert, un joven poeta y oficial de la guardia del duque que frecuentaba la corte como protegido de Mme de Boufflers. Émilie se enamoró profundamente de él y en los dos años escasos que duró la relación le escribió continuamente largas y apasionadas cartas. En cambio, los sentimientos de Saint-Lambert por Mme du Châtelet parecían menos intensos y mostraba cierta frialdad hacia ella.
En esa época, Émilie estaba trabajando en la traducción de los Philosophiae naturalis principia mathematica, de Newton. Cuando en 1749 supo que estaba embarazada, intensificó su trabajo, ya que tenía el presentimiento de que el parto podía ser fatal. Terminó la obra el mismo día de su muerte. 
El parto tuvo lugar el 3 de septiembre de 1749, y durante unos días todo pareció ir bien. Sin embargo, el 9 de septiembre Émilie empezó a sentirse muy mal y a tener una fiebre alta. Al día siguiente pidió que le entregaran la traducción de los Principia y le añadió la fecha «10 de septiembre de 1749». Poco después perdió el conocimiento y murió ante la presencia de su marido, de Saint-Lambert y de Voltaire. Su hija murió poco después.

### Legado
Se han dado nombre a un asteroide y a un cráter de Venus en su honor. La ópera Émilie (2008), de Kaija Saariaho, trata de los últimos momentos de la vida de Mme du Châtelet. También hay dos obras de teatro basadas en su vida: Legacy of Light, de Karen Zacarías y Emilie: La Marquise du Châtelet Defends Her Life Tonight, de Lauren Gunderson.

## Contribuciones científicas y filosóficas

### Traducción deLa fábula de las abejas, de Mandeville
Hacia 1736, Mme du Châtelet leyó y tradujo La fábula de las abejas de Bernard Mandeville. En realidad no realizó una simple traducción, ya que omitió algunas secciones, añadió material (indicándolo claramente) y escribió un Prefacio en el que expresó sus puntos de vista sobre la posición de las mujeres y en concreto defendió la necesidad de la educación femenina.

### Dissertation sur la nature et la propagation du feu(1739)
En 1737 la Academia de las Ciencias francesa propuso como tema de su premio anual la naturaleza y propagación del fuego. Voltaire decidió presentarse y discutió su trabajo con Émilie. Sin embargo, esta no estaba de acuerdo con alguna de las ideas del filósofo, por lo que comenzó a elaborar su propio trabajo sin contárselo. El trabajo de Voltaire, que podía utilizar el laboratorio, era más experimental, mientras que el de Émilie, que no podía hacer experimentos, era más deductivo. Sin embargo, ambos estudios compartían algunos rasgos, como la influencia de Herman Boerhaave y de Robert Boyle y el rechazo del cartesianismo ortodoxo.
Cuando se supo que ninguno de los dos había conseguido el premio (que fue otorgado a Euler), Émilie contó a Voltaire que ella también era autora de una memoria. Ambos consideraron que se habían visto perjudicados por el cartesianismo imperante en la Academia, que rechazaba al grupo de newtonianos del que eran miembros. Sin embargo, Voltaire pidió a Réaumur, por entonces secretario de la Academia, que publicara el trabajo de Émilie, con el argumento de que dicha publicación serviría al mismo tiempo para dar a conocer un trabajo meritorio y reconocer el valor singular de una mujer. Finalmente, en 1739, la Academia publicó su obra y la de Voltaire junto con la de los autores que habían sido premiados.
La memoria sobre el fuego de Émilie constaba de ciento cuarenta páginas y mostraba sus estudios sobre los físicos anteriores. En ella utilizó sus conocimientos sobre Leibniz, especialmente la distinción entre fenómenos y propiedades inseparables de la sustancia. Examinó las propiedades distintivas del fuego y decidió que era un ser especial, ni espíritu ni materia, aunque no pudo explicar su origen. En la segunda parte de la memoria trató las leyes de la propagación del fuego, para lo que tuvo en cuenta los principios leibnizianos de las fuerzas vivas. En esta obra aparecían dos importantes ideas obtenidas solo por la reflexión, sin apoyo experimental: la atribución a la luz y al calor de una causa común, y la afirmación de que los rayos de distintos colores no proporcionan el mismo grado de calor.

### Institutions de Physique(1740)
Las Institutions de Physique fue la obra que dio a conocer a Mme du Châtelet como intelectual y la que le daría el reconocimiento del mundo científico. Aunque Émilie la presentó como una introducción actualizada a la física para su hijo Louis Marie Florent, en realidad se trataba de un amplio y profundo tratado que ofrecía el estado de la física en su época, y en el que mostraba su posición respecto de Newton, pero también sobre Leibniz, algo muy novedoso entre los científicos franceses. De hecho, Leibniz no era muy valorado en su medio intelectual, y el mismo Voltaire criticó el interés de Émilie por este autor. Sin embargo, ella apreciaba en Leibniz su modo de razonamiento preciso y severo, así como su optimismo cósmico e intelectual que defendía un mundo perfecto y explicable racionalmente. Émilie creía que podía hacer comprensible las filosofías de Leibniz y de Newton y darlas a conocer en Francia, donde el panorama intelectual estaba dominado por los cartesianos y por ello, inspirándose en la Monadología, acoge la noción de vis viva.
Mme du Châtelet consideraba que la importancia que Newton otorgaba al momento de fuerza (que se calcula multiplicando la masa por la velocidad) era excesiva. En cambio, defendía el concepto de vis viva de Leibniz (que hoy llamaríamos energía cinética), que se calcula como el producto de la masa por el cuadrado de la velocidad. De esta manera, se oponía casi heréticamente tanto a las posiciones newtonianas como a las cartesianas, que habían adoptado el momento como una verdadera medida del movimiento.
Inicialmente, había apoyado la posición newtoniana en una nota de su trabajo sobre la naturaleza del fuego, pero cuando esta obra iba a ser publicada pidió a la Academia que eliminara la nota o que incluyera una fe de erratas al final. Como la Academia no hizo caso de su requerimiento, defendió su posición en las Institutions de physique.
El libro estuvo sujeto a otra polémica: la provocada por König, su preceptor en ese momento y leibniziano convencido, que reivindicó la autoría de la obra aduciendo que Émilie la había redactado a partir de las lecciones que él había elaborado para explicarle las teorías del filósofo alemán. Aunque tanto Voltaire como Maupertuis salieron en defensa de la marquesa, en su momento algunos creyeron a König, como Federico II o Mme de Graffigny.
Aunque en la actualidad el libro carece de interés científico, en la primera mitad del siglo XVIII tuvo el mérito de entrar en el debate entre newtonianos, leibnizianos y cartesianos con conocimiento de causa y mostraba el profundo conocimiento de la autora sobre la física de su época. La obra le valió ser nombrada miembro de la Academia de las Ciencias de Bolonia en 1746.

### Réponse à la lettre de Mairan sur la question des forces vives(1741)
Las Institutions de Phisique provocaron un debate entre Émilie y los partidarios de Descartes y su teoría de los vórtices, que se oponían tanto al concepto de fuerza viva de Leibniz como a la atracción de Newton. El debate lo inició un miembro de la Academia, el físico cartesiano Dortous de Mairan, que publicó en París una respuesta a la crítica de Émilie al cartesianismo. A su vez, la marquesa publicó una nueva respuesta en Bruselas, en la que se reafirmaba en sus opiniones. Este fue el primer debate científico público entre un hombre y una mujer.

### Discours sur le bonheur(1779)
El Discurso sobre la felicidad fue escrito entre 1745 y 1748, cuando Mme du Châtelet y Voltaire habían roto su relación amorosa, aunque seguían conservando una gran amistad. Émilie apenas habló de esta obra en su correspondencia, a diferencia de lo que acostumbraba a hacer, por lo que se supone que guardó el texto y no pensó publicarlo. Después de su muerte, el texto pasó a manos de Saint-Lambert, su último amante, que pensó publicarlo en 1762 junto con obras de otros importantes autores referidas al mismo tema. Sin embargo, Louis Marie Florent, el hijo de Émilie, lo impidió, por lo que la obra no vio la luz hasta 1779.
Este opúsculo, además de inscribirse en la tradición del pensamiento de los libertinos franceses, en su espíritu mundano y en su epicureísmo aristocrático representados por Sur le Bonheur de Fontenelle, mostraba la influencia de obras de autores ingleses como las de Locke o el Ensayo sobre el hombre de Pope.
En este tratado, Mme du Châtelet mostraba una tensión sentimental que podía sorprender en una persona considerada generalmente como una femme savante. En su tratado, analizaba los sentimientos y las pasiones y afirmaba que una mayor intensidad produce mayor placer en el individuo que los experimenta, en una línea similar a la que defenderá más tarde Rousseau. Según ella, “para ser felices, debemos deshacernos de nuestros prejuicios, ser virtuosos, gozar de buena salud, tener inclinaciones y pasiones, ser propensos a la ilusión, pues debemos la mayor parte de nuestros placeres a la ilusión”. Émilie consideraba equivocado reprimir las pasiones y los deseos porque ello alejaba del camino a la felicidad. Defendía el amor como la fuente más intensa de placer, pero con el inconveniente de que está supeditado a que la persona amada nos corresponda. En cambio, según ella, el estudio nos hace totalmente independientes y por ello “el amor al estudio es la pasión más necesaria para nuestra felicidad; es un recurso seguro contra la adversidad, en una fuente de placer inagotable”.

### Principes mathématiques de la philosophie naturelle(1759)
Hacia 1736, Mme du Châtelet y Voltaire, que habían estudiado matemáticas y física con el newtoniano Maupertuis  años atrás, retomaron estos estudios en Cirey. Ella entonces comenzó a traducir del latín los Philosophiae naturalis principia mathematica de Newton para elaborar una versión en francés comentada.
En 1745 retomó la traducción y el año siguiente se le otorgó el Privilegio Real para imprimirla. Utilizó la tercera edición en latín de los Principia, que se había publicado en Londres en 1726 por H. Pemberton bajo la supervisión de Newton. Además, añadió a la traducción extensos comentarios y suplementos que facilitaban mucho la comprensión.
Cuando en 1749 supo que estaba embarazada intuyó que el parto podría tener un final trágico, por lo que se apresuró a terminar su manuscrito, trabajando contra reloj. Consiguió enviarlo a la Biblioteca Real el mismo día en que murió, solo seis después del parto.
Una parte de esta obra se publicó en 1756 bajo la dirección de Clairaut con un prefacio escrito por Voltaire, que más tarde, en 1759, publicó la obra completa. Es la única traducción completa de la obra de Newton disponible en francés y considerada todavía la versión de referencia en este idioma.

### Correspondencia
A lo largo de toda su vida, Mme du Châtelet mantuvo una extensísima correspondencia, tanto de carácter personal como científico, con muchos de los personajes más destacados de su época, como J. F. Paul Aldonce de Sade, duque de Richelieu, Maupertuis, Algarotti, el conde de Argental, Federico II, Johann Bernoulli, Jacquier, Saint-Lambert, la marquesa de Boufflers y otros. Se ha publicado parte de esta correspondencia.
En cambio, se han conservado solo unas pocas de las cartas que Émilie escribió a Voltaire. Por su parte, durante los quince años que duró su relación Émilie guardó toda la correspondencia que Voltaire le envió. Tenía sus cartas encuadernadas en ocho libros con cubiertas de cuero rojo, pero esta correspondencia no se ha encontrado.

## Obra
- Dissertation sur la nature et la propagation du feu, París, 1739. (2º edición: París, Prault, 1744.)
- Institutions de Physique, París, Prault, 1740. en línea en archive.org
- Réponse de Mme du Châtelet à la leerte de M. de Mairan sur la question des forces vives, Bruselas. Foppens, 1741.
- Principes mathématiques de la philosophie naturelle de Newton, traduits du latin par Mme du Châtelet, prefacé de Costes, et Éloge historique de Voltaire, 2 vols., París. Desaint et Saillant, 1759, reeditado en facsímil en París, Blanchard, 1966.
- Discours sur le bonheur, 1779.
- Doutes sur les religions révélées, adressées à Voltaire par Émilie Du Châtelet, París, 1792.
- Opuscules philosophiques et littéraires, 1796
- Lettres inédites de Madame la marquise du Châtelet à Monsieur le comte dÁrgental, auxquelles on a joint une dissertation sur léxistence de Dieu, les reflexions sur le bonheur par le même auteur et deux notices historiques sur Mme du Châtelet et M. d´Argental (par Hochet), París, Xhrouret, 1806.
- Lettres de la marquise du Châtelet. Introducción y notas de Th. Besterman, 2 vols., Ginebra, 1958.
- Discurso sobre la felicidad y Correspondencia. Introducción y notas de Isabel Morant Deusa. Madrid, Cátedra, 1996.